# Helheim (Bergen)
Nezaměňovat s jinou norskou blackmetalovou kapelou se stejným názvem, viz Helheim (Sarpsborg).
Helheim je norská viking/black metalová kapela založená v roce 1992 v norském městě Bergen.
První demo s názvem Helheim vyšlo v roce 1993, v roce 1995 spatřilo světlo světa debutní studiové album Jormundgand.
Kapela používá na obalech svých nahrávek několik verzí loga. Jedna z nich obsahuje nápis HELHEIM, nad nímž je plot s bránou a písmeno M je stylizováno jako netopýr. Další verze má graficky jednodušší písmo a úvodní písmeno H a poslední M obsahují motiv šibenice.

## Diskografie

### Dema
- Helheim (1993)
- Niðr ok Norðr liggr Helvegr (1994)

### Studiová alba
- Jormundgand (1995)
- Av norrøn ætt (1997)
- Blod & ild (2000)
- Yersinia Pestis (2003)
- The Journeys and the Experiences of Death (2006)
- Kaoskult (2008)
- Heiðindómr ok mótgangr (2011)
- raunijaR (2015)
- landawarijaR (2017)
- Rignir (2019)

### EP
- Terrorveldet (1999)
- Åsgårds fall (2010)